# Consumo de Referencia Alimenticio
El Consumo de Referencia Alimenticio o CRA es un sistema de recomendaciones de nutrición del Instituto de Medicina de la Academia Nacional de Ciencias de Estados Unidos. El sistema es usado tanto por los Estados Unidos como por Canadá y es querido para profesionales de salud y el gran público. Las aplicaciones incluyen:
- Composición de dietas para escuelas, prisiones, hospitales o clínicas de ancianos
- Industrias que desarrollan nuevas materias de alimento
- Fabricantes de política de asistencia médica y funcionarios de salud públicos

El Consumo de Referencia Alimenticio fue introducido en 1997 a fin de ensanchar las pautas existentes conocidas como Concesiones Alimenticias Recomendadas. Los valores de CRA no son usados actualmente en el etiquetaje de nutrición, donde la Referencia más vieja Consumo Diario todavía es usada.